# Condado de Murillo
El condado de Murillo es un título nobiliario español creado por el rey Carlos II, el 21 de diciembre de 1692, a favor de Carlos Ramírez de Arellano y Guevara. Desde 1739 comporta la dignidad de grande de España.
El concesionario era señor de las villas riojanas de Alcanadre, Ausejo y Murillo de Río Leza, jurisdicciones provenientes de la desmembración del antiguo señorío de los Cameros.
La grandeza de España la otorgó el rey Felipe V al III conde, José Carlos Ramírez de Arellano y Paniagua, por Real Decreto del 17 de noviembre de 1739 y Real Despacho del 15 de enero de 1741.

## Denominación, variantes del nombre y desambiguación

Situación de Murillo de Río Leza, La Rioja, España.

La denominación de este condado alude a la villa riojana de Murillo de Río Leza, que formaba parte del señorío de los Cameros, extensa posesión territorial donada en 1366 por el rey Enrique II de Castilla a Juan Ramírez de Arellano. Este señor, por su testamento del 29 de octubre de 1385, segregó del señorío las villas de Murillo, Alcanadre y Ausejo, y las legó a uno de sus nietos, de quien provinieron los condes de Murillo. 
Los primeros titulares de la merced figuran en numerosos documentos como condes de Murillo de Río Leza o condes de la villa de Murillo (con o sin la adición del «Río Leza»). Solo a partir del siglo XVIII quedó fijada la forma más breve de condes de Murillo como denominación única y oficial.

## Condes de Murillo
|                        | Titular                                                    | Periodo                |
| Creación por Carlos II | Creación por Carlos II                                     | Creación por Carlos II |
| ---------------------- | ---------------------------------------------------------- | ---------------------- |
| I                      | Carlos Ramírez de Arellano y Guevara                       | 1692-1696              |
| II                     | Juan José Ramírez de Arellano y Rueda                      | 1696-1736              |
| III                    | José Carlos Ramírez de Arellano y Paniagua                 | 1736-1747              |
| IV                     | Diego Antonio de Carvajal y Ramírez de Arellano            | 1747-1755              |
| V                      | Juan Francisco Ramírez de Arellano y Paniagua              | 1755-1763              |
| VI                     | Manuel Fulgencio Ramírez de Arellano y Burgos              | 1763-1793              |
| VII                    | María Josefa Ramírez de Arellano y Olivares                | 1793-1810              |
| VIII                   | Antonio Ramírez de Haro y Ramírez de Arellano              | 1810-1827              |
| IX                     | José María Ramírez de Haro y Ramírez de Arellano           | 1827-1834              |
| X                      | Manuel Jesús Ramírez de Haro y Belvís de Moncada           | 1849-1854              |
| XI                     | María de la Asunción Ramírez de Haro y Crespí de Valldaura | 1855-1915              |
| XII                    | Fernando Ramírez de Haro y Patiño                          | 1916-1937              |
| XIII                   | Fernando Ramírez de Haro y Álvarez de Toledo               | 1937/1952-1970         |
| XIV                    | Ignacio Fernando Ramírez de Haro y Pérez de Gúzman         | 1973-1977              |
| XV                     | Fernando Ramírez de Haro y Valdés                          | 1973-2013              |
| XVI                    | Beatriz Ramírez de Haro y Valdés                           | 2013-titular actual    |

## Historia de los condes de Murillo
- Carlos Ramírez de Arellano Guevara (1632-1696), I conde de Murillo,[2] señor de las villa (población)s de Alcanadre, Ausejo y Murillo de Río Leza.

Casó, el 17 de mayo de 1669, con Juana de Rueda y Velasco.  Le sucedió su hijo:
- Juan José Ramírez de Arellano y Rueda (m. 30 de agosto de 1736), II conde de Murillo[2] y  y II conde de Peñarrubias.[3]

Casó en primeras nupcias, el 18 de agosto de 1693, con Mariana Micaela de Paniagua y Zúñiga (m. 1725).  Contrajo un segundo matrimonio, el 25 de agosto de 1727, con Manuela de Burgos y Jalón.  Le sucedió su hijo del primer matrimonio:
- José Carlos Ramírez de Arellano y Paniagua (1696-Roma, 7 de febrero de 1747), III conde de Murillo[2] y III conde de Peñarrubias.[3][5]

Casó en 1719 con su prima hermana, María Luisa Paniagua y Manuel de Villena, marquesa de Santa Cruz de Paniagua, hija de José Cayetano Paniagua y Zúñiga y de María Manuel de Villena y Botello. Fueron padres de una hija, María Francisca Ramírez de Arellano y Paniagua, marquesa de Santa Cruz de Paniagua, que falleció antes que su padre y que contrajo matrimonio con Gonzalo de Carvajal y Roco. El hijo de este matrimonio y nieto del III conde de Murillo,  Diego Antonio de Carvajal y Ramírez de Arellano, heredó los títulos.
- Diego Antonio de Carvajal y Ramírez de Arellano (m. 22 de diciembre de 1755), IV conde de Murillo[6]  y IV conde de Peñarrubias.[3] Sin descendencia, le sucedió su tío paterno:

- Juan Francisco Ramírez de Arellano y Paniagua (m. antes del 27 de diciembre de 1763),[6] V conde de Murillo[6] y V conde de Peñarrubias.[3]  Sin descendencia, le sucedió su medio hermano, hijo del segundo matrimonio de su padre:[3]

- Manuel Fulgencio Ramírez de Arellano y Burgos (Logroño, 18 de enero de 1731-20 de febrero de 1793), VI conde de Murillo, grande de España, en 1741[6] VI conde de Peñarrubias[3][7] y gran cruz de Carlos III.[3]

Casó, el 14 de abril de 1763, con María del Pilar Teresa Olivares y Cepeda, II marquesa de Villacastel de Carrías,  hija de Joaquín de Olivares y de la Moneda, gentilhombre de cámara de S.M. y mayordomo de los reyes Felipe V y Fernando VI, I marqués de Villacastel de Carrías. Le sucedió su hija:
- María Josefa Ramírez de Arellano y Olivares (m. 21 de enero de 1810),[9] VII condesa de Murillo, grande de España,[6] VII condesa de Peñarrubias[10]  y dama de la Orden de María Luisa.

Casó el 24 de junio de 1783 con Joaquín Ramírez de Haro y Córdoba, VIII conde de Bornos. Le sucedió su hijo:
- Antonio Ramírez de Haro y Ramírez de Arellano (m. 28 de febrero de 1827), VIII conde de Murillo, IX conde de Bornos.[11] y VIII conde de Peñarrubias.  Le sucedió su hermano.

Casó con Juana de Caamaño y Pardo de Figueroa. Sin descendencia, le sucedió su hermano.
- José Ramírez de Haro y Ramírez de Arellano (m. marzo de 1834), IX conde de Murillo[6] X conde de Bornos,[9]  dos veces grande de España, IX conde de Peñarrubias,  VII conde de Montenuevo, gentilhombre de cámara de S.M. con ejercicio y servidumbre, gran cruz de Carlos III y caballero de la Orden de Calatrava.[12]

Casó, siendo su primer esposo, el 24 de septiembre de 1814, con María Asunción Belvís de Moncada y Rojas, V marquesa de Villanueva de Duero, grande de España, X condesa de Villariezo y VIII condesa de Villaverde. Le sucedió su hijo:
- Manuel Jesús Ramírez de Haro y Belvís de Moncada (5 de agosto de 1822-26 de mayo de 1854), X conde de Murillo[6] XI conde de Bornos,[9]  y VI marqués de Villanueva de Duero, tres veces grande de España.[13] X conde de Peñarrubias y XI conde de Villariezo.

Casó el 7 de febrero de 1848 con María de la Asunción Crespí de Valldaura y Caro. Le sucedió su hija:
- María de la Asunción Ramírez de Haro y Crespí de Valldaura (Madrid, 30 de julio de 1850-5 de marzo de 1915),[14] XI condesa de Murillo,[6] XII condesa de Bornos,[9] VII marquesa de Villanueva del Duero,[15], tres veces grande de España, XI condesa de Peñarrubias, condesa de Villaverde y IX condesa de Montenuevo. Soltera, sin descendencia, le sucedió su primo hermano.[14][a]

- Fernando María Ramírez de Haro y Patiño (Madrid, 27 de abril de 1856-17 de febrero de 1937), XII conde de Murillo,[6] XIII conde de Bornos,[9]  VIII marqués de Villanueva del Duero,[15] tres veces grande de España, XII conde de Peñarrubias,[17]  XIII conde de Villariezo, X conde de Montenuevo, maestrante de Valencia y gentilhombre de cámara del rey.[17] Era hijo de Fernando Manuel Ramírez de Haro y Belvís de Moncada, XII conde de Villariezo, y de su primera esposa, Patrocinio Patiño y Osorio.

Casó el 15 de enero de 1884, en Madrid, con Inés Álvarez de Toledo y Caro Silva, I marquesa de Cazaza. Le sucedió su hijo:
- Fernando Ramírez de Haro y Álvarez de Toledo (m. 7 de septiembre de 1970), XIII conde de Murillo,[6] XIV conde de Bornos,[9] IX marqués de Villanueva de Duero,[15] tres veces grande de España, XIII conde de Peñarrubias,[19] X conde de Montenuevo, maestrante de Valencia, gentilhombre de cámara con ejercicio y servidumbre.[19]

Casó el 17 de octubre de 1917, en San Sebastián, con María de los Dolores Pérez de Guzmán y Sanjuán (n. Sevilla, 15 de noviembre de 1888). Le sucedió su hijo:
- Ignacio Fernando Ramírez de Haro y Pérez de Guzmán (1918-2010), XIV conde de Murillo,[6] XV conde de Bornos,[9] X marqués de Villanueva de Duero,[15] XV conde de Villariezo y III marqués de Cazaza en África.

Casó, el 28 de abril de 1947, con Beatriz Valdés y Ozores, IV marquesa de Casa Valdés. Le sucedió su hijo en 1977 por cesión de su padre:
- Fernando Ramírez de Haro y Valdés (n. 17 de diciembre de 1949),[19] XV conde de Murillo[6] y XVI conde de Bornos.[19][b]

Casó, el 1 de octubre de 1974, con Esperanza Aguirre y Gil de Biedma, ministra, presidente del senado y presidente de la Comunidad de Madrid, cargo al que renunció en 2012. Cedió el condado de Murillo a su hermana en 2013:
- Beatriz Ramírez de Haro y Valdés (n. Zarauz, 15 de julio de 1948), XVI condesa de Murillo[21] y V marquesa de Casa Valdés.

Casó el 16 de julio de 1969, en Guadalajara, siendo su primera esposa, con Francisco Javier de Urzaiz  Azlor de Aragón, VIII duque de Luna.